# Solveig Gulbrandsen
Solveig Ingersdatter Gulbrandsen (Oslo, 12 gennaio 1981) è una calciatrice norvegese, centrocampista del Kolbotn e della nazionale norvegese.

## Biografia
Suo padre è Terje Gulbrandsen, ex calciatore ed allenatore professionista che ha anche vestito la maglia della Nazionale norvegese.

## Carriera

### Club
Dal 1997 ha giocato in varie squadre sempre in Toppserien, la massima serie del campionato norvegese femminile di calcio, con l'unica eccezione di una parentesi negli Stati Uniti d'America nel 2010 nell'FC Gold Pride, in Women's Professional Soccer.
In carriera ha vinto in totale per quattro volte il campionato norvegese ed una volta la Coppa di Norvegia.

### Nazionale
Nel 1996 la Federazione calcistica della Norvegia (Norges Fotballforbund - NFF) la convoca per inserirla nella rosa della nazionale norvegese Under-16 dove Gulbrandsen debutta il 21 gennaio nella partita vinta 3-0 sulle avversarie d'Israele. In seguito viene convocata nella formazione Under-18, dove viene impiegata in tre occasioni, nell'edizione 1998 campionato europeo di categoria dove fa il suo debutto ufficiale in una competizione UEFA il 13 maggio 1998, incontro perso 3-2 con le pari età della Germania, e nell'Under-21, una sola partecipazione.
Dal 1998 gioca nella nazionale maggiore; nel 2000 ha vinto la medaglia d'oro alle Olimpiadi di Sidney, mentre nel 2005 ha segnato due gol nella semifinale dei campionati europei contro la Svezia, salvo poi perdere la finale contro la Germania. Ha inoltre partecipato anche ai Giochi Olimpici di Pechino nel 2008 (arrivando a 9 presenze complessive in carriera nei Giochi Olimpici) e nei campionati europei del 2009, persi ai calci di rigore in finale contro la Germania.
Nel corso della sua lunga carriera ha inoltre partecipato a quattro edizioni dei Mondiali femminili, USA 1999, USA 2003, Cina 2007 e Canada 2015, giocando la sua ultima partita in quest'ultimo torneo il 22 giugno 2015, dove la Norvegia perse per 2-0 con l'Inghilterra la finale per il terzo posto.

## Palmarès

### Club

#### Competizioni nazionali
- Toppserien: 4

Kolbotn: 2002, 2005, 2006
Stabæk: 2010
- Cupmesterskap: 1

Kolbotn: 2007

### Nazionale
- Oro olimpico: 1

Sydney 2000